# Jan Leszczyński (biskup kijowski)
Jan Leszczyński (zm. 1657) – biskup rzymskokatolicki.

## Życiorys
Brat Andrzeja Leszczyńskiego. Wyznaczony w kwietniu 1655 na biskupa kijowskiego, nie objął diecezji wobec zniszczenia jej przez Kozaków. W styczniu 1656 roku przeniesiony na biskupstwo chełmińskie. Mianowany także administratorem diecezji pomezańskiej. Zmarł przed ingresem.